# Dendrobium involutum
Dendrobium involutum är en orkidéart som beskrevs av John Lindley. Dendrobium involutum ingår i släktet Dendrobium, och familjen orkidéer.
Artens utbredningsområde är Sällskapsöarna. Inga underarter finns listade i Catalogue of Life.